# Михайлов, Герман Павлович
Герман Павлович Михайлов (6 марта 1924, Ленинград — 16 января 1988, Ростов-на-Дону) — советский художник, педагог.

## Биография
Родился 6 марта 1924 года в Ленинграде.
С детства увлекался рисованием, занимался в Доме пионеров, в Детской художественной школе при Академии художеств. До войны, ещё в ДХШ, их водили в мастерскую П. Н. Филонова и память об этом осталась навсегда.
Во время Блокады Ленинграда работал на военном заводе.
В 1944 году, после возвращения из эвакуации Академии художеств, Герман Михайлов поступил на пятый курс Художественного училища, а в 1945 году — на живописный факультет института им. Репина. На третьем курсе, когда шло распределение по мастерским, он выбрал И. Э. Грабаря. В годы обучения большое влияние на него оказал Николай Николаевич Пунин.
На защиту дипломов в Репинку приехал директор Ростовского художественного училища Павел Федорович Остащенко и пригласил выпускника Михайлова преподавать в Ростов-на-Дону.
Особое место в творчестве Михайлова занимал пейзаж древнерусских городов — Горький, Переславль-Залесский, Суздаль, Ферапонтов, Владимир, Боровск. Вместе с другом, архитектором Григорием Пьянковым, выезжал в Архангельскую область. Со своими студентами писал Новороссийск и Старочеркасск на летних пленэрах.
Все годы жизни и работы в Ростове Германа Михайлова связывала дружба с художником Тимофеем Теряевым.
Умер 16 января 1988 года в Ростове-на-Дону.

## Работы находятся в собраниях
- Ростовский областной музей изобразительных искусств, Ростов-на-Дону.
- Музей современного изобразительного искусства на Дмитровской, Ростов-на-Дону.
- Таганрогский художественный музей, Таганрог.

## Персональные выставки
- 1989 — «Живопись, акварель, рисунок». Ростов-на-Дону.
- 2024 — «Герман Михайлов. К 100-летию мастера». Музей современного изобразительного искусства на Дмитровской, Ростов-на-Дону.[3]

## Известные ученики
- Вельтман, Владимир Викторович (1959) — российский художник.
- Луценко, Анатолий Иванович (1934—1998) — советский и российский художник.
- Кульченко, Валерий Иванович (1943—2021) — советский и российский живописец и график. Заслуженный художник РФ.
- Москвитин, Сергей Александрович (1961) — российский художник.
- Шагинов, Алексей Иванович (1948) — российский художник.[3]

## Память
- В ноябре 2015 года ученики Германа Михайлова Игорь Шепель, Игорь Кот и Сергей Москвитин открыли в ростовском Музее современного изобразительного искусства на Дмитровской выставку «30 лет спустя — учителю Михайлову Герману Павловичу посвящается»[4][5].

## Цитаты
- «Более тридцати лет Герман Павлович преподавал в ростовском художественном училище и многое сделал для развития художественного образования в нашем крае. Многие художники Дона с гордостью называют себя его учениками. Его творчество, память о нем как о человеке и художнике — это тот чистый родник, к которому всегда будут тянуться и который всегда будут помнить люди…»[2] — Александр Токарев, 1989.